# Allennig III
Allennig III is een album van Daniël Lohues. Het is de opvolger van Allennig en Allennig II. Daar waar Allennig de winter en Allennig II de lente voorstelden, stelt Allennig III de zomer voor.

## Inhoud
In het liedje Zolang as 't zoas nou giet beschrijft Lohues een treinreis tussen Zwolle en Emmen waarin hij het woord dalen als homoniem gebruikt: dalen (pieken en dalen) en Station Dalen.
Het nummer Iederiene moet 't ooit leern is een cover van Everybody's Got to Learn Sometime van The Korgis.

## Tracklist
1. Waor is iederiene bleben
2. Blief wat an 't zuuken zunder joe
3. Onder de boome
4. Heb de deure lös
5. Zowat altied bijna
6. Zal wel wat verkeerd hebben daon
7. Dat he' j in dizze wereld
8. Zolang as 't zoas nou giet
9. En hij ploegde voort
10. Ten Oosten van de Iessel
11. De horizon komp dichterbij
12. We bennen met mekaar
13. Oja, dat was mooi
14. As 't anders gaon was
15. Iederiene moet 't ooit leern
16. Denk dat ik toch mar niet kom
17. As ik ben waor ik wul weden
18. Nooit stoppen met probeern
19. Geleuf allen' nog in de maone
20. De Ganzenkoning blef spinhakken

## Hitnotering
| "Allennig III" in de Nederlandse Album Top 100 - binnen: 4 april 2009 | "Allennig III" in de Nederlandse Album Top 100 - binnen: 4 april 2009 | "Allennig III" in de Nederlandse Album Top 100 - binnen: 4 april 2009 | "Allennig III" in de Nederlandse Album Top 100 - binnen: 4 april 2009 | "Allennig III" in de Nederlandse Album Top 100 - binnen: 4 april 2009 | "Allennig III" in de Nederlandse Album Top 100 - binnen: 4 april 2009 | "Allennig III" in de Nederlandse Album Top 100 - binnen: 4 april 2009 | "Allennig III" in de Nederlandse Album Top 100 - binnen: 4 april 2009 | "Allennig III" in de Nederlandse Album Top 100 - binnen: 4 april 2009 | "Allennig III" in de Nederlandse Album Top 100 - binnen: 4 april 2009 | "Allennig III" in de Nederlandse Album Top 100 - binnen: 4 april 2009 | "Allennig III" in de Nederlandse Album Top 100 - binnen: 4 april 2009 | "Allennig III" in de Nederlandse Album Top 100 - binnen: 4 april 2009 | "Allennig III" in de Nederlandse Album Top 100 - binnen: 4 april 2009 | "Allennig III" in de Nederlandse Album Top 100 - binnen: 4 april 2009 |
| Week                                                                  | 01                                                                    | 02                                                                    | 03                                                                    | 04                                                                    | 05                                                                    | 06                                                                    | 07                                                                    | 08                                                                    | 09                                                                    | 10                                                                    |                                                                       | 11                                                                    | 12                                                                    |                                                                       |
| --------------------------------------------------------------------- | --------------------------------------------------------------------- | --------------------------------------------------------------------- | --------------------------------------------------------------------- | --------------------------------------------------------------------- | --------------------------------------------------------------------- | --------------------------------------------------------------------- | --------------------------------------------------------------------- | --------------------------------------------------------------------- | --------------------------------------------------------------------- | --------------------------------------------------------------------- | --------------------------------------------------------------------- | --------------------------------------------------------------------- | --------------------------------------------------------------------- | --------------------------------------------------------------------- |
| Nummer                                                                | 19                                                                    | 15                                                                    | 26                                                                    | 44                                                                    | 50                                                                    | 47                                                                    | 72                                                                    | 75                                                                    | 38                                                                    | 85                                                                    | uit                                                                   | 99                                                                    | 96                                                                    | uit                                                                   |